# 天津劝业场
天津劝业场是中国天津市和平区商场。二十世纪二十年代由井陉矿务局津保售煤处总经理、天津买办高星桥集资创办，法商永和营造公司保罗·慕乐设计建造，1928年末建成并开业。坐落于原天津法租界杜总领事路与福煦将军路交叉的十字路口（今和平区和平路290号，滨江道152－166号），与惠中饭店和浙江兴业银行大楼相对，目前，天津劝业场被中华人民共和国国务院批准为全国重点文物保护单位，被天津市人民政府批准为特殊保护等级历史风貌建筑。

## 历史
- 1926年，天津劝业场筹资兴建，建筑由天津工商大学工学院教授、法国籍建筑师保罗·慕乐（Paul Muller）设计。
- 1928年，天津劝业场主体建筑落成，当时华北地区规模最大、功能最全的综合百货商场。
- 1928年12月12日，天津劝业场开幕营业，场内高悬书法家华世奎书写的“天津劝业商场”金字招牌。
- 1931年，天津劝业场在转角处加建第六、七层作为戏院等娱乐设施。
- 1956年，天津劝业场实行公私合营。
- 1958年，天津劝业场与毗邻的天祥商场合并。
- 文化大革命期间，天津劝业场曾一度改名“人民商场”。
- 1991年，劝业场被中华人民共和国商务部评为“全国商业百家经济效益最佳商店”，资金利税率在全市同行业中名列第一。
- 1992年，成立天津劝业场股份有限公司，劝业场成为天津商界首家股份企业。
- 2001年，天津劝业场被国务院列入全国重点文物保护单位名单。

## 股东

### 初期股东
- 高星桥
- 庆亲王载振
- 横滨正金银行买办魏信臣
- 天津钱业公会会长叶兰舫

### 现股东
- 天津劝业场百货（集团）有限公司

## 建筑特点
天津劝业场大楼楼高33米，共5层，局部8层，由5层起三段逐节收分，建筑面积原为16500平方米，经过几次改造修建，现在建筑面积为29600平方米，为钢筋混凝土框架结构，地基以梅花桩钢筋混凝土为基础。是一座受折衷主义风格影响的大型综合开敞式商场。大楼主体五层，转角局部七层，七层之上建有高耸的塔楼，塔楼主体由两层六角形的塔座、两层圆形塔身及穹隆式的塔顶所组成，塔楼上面还装有旗杆和避雷针。在外立面处理方面，受新颖的现代建筑思潮影响，石材饰面，大楼东南角形成八字立面，大楼底层临街陈列窗上方设有一圈钢筋混凝土大挑檐，构成风雨走廊。在大楼入口处设有大拱券，与两侧大挑檐连接贯通，拱券的顶部和前面都装饰有花纹。大楼外立面设有凸凹两种阳台，凸阳台以牛腿支承；凹阳台两侧配有廊柱，中部以宝瓶栏杆装饰。大楼五层转角处设有三开间的挑阳台，挑梁也设计为牛腿状。大楼的五层和七层以长方窗为主，部分拱券窗做点缀，皆为三连拱或二连拱得半圆拱窗券。
天津劝业场大楼内部设计采用中空回廊式。中空部分屋顶为阶梯形的钢筋混凝土平顶，四周向中间退缩。顶部设有三层天窗，便于自然采光和通风，四周部分屋顶为屋顶花园，即“天外天”游乐场。大楼中间部分设有一座过桥相连通。大楼内部四角设有四座楼梯和五部电梯，在过桥两侧设置两部双向楼梯，北侧胡同内还有两座钢制太平楼梯。

## 八大天
天津劝业场有八个“天”字号的娱乐场所，即天宫影院、天乐戏院、天露茶社、天华景戏院、天会轩戏院、天纬台球社、天纬地球社、天外天屋顶夜花园。在当时号称“南有上海大世界，北有天津八大天”。

## “天津劝业场”牌匾

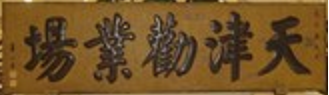
天津勸業場匾額

“天津劝业场”牌匾是由天津书法家华世奎所书写的，当时劝业场老板高星桥以每字100大洋的价格请华世奎书写。由于当时没有字缩放技术，所以字体需要和牌匾大小相配。华世奎在拼起的三张大八仙桌完成这一作品。

## “劝业”之名
天津劝业场建在当时的天津法租界，法租界当局提出称之为“法国商场”。但高星桥采纳了合作股东清庆亲王载振的建议，取名为“劝业场”。“劝业”二字来源于光绪三十一年（1905年），当时，清政府在北京设立了“劝业陈列所”。而“劝业”二字也寄托着国人实业图强的希望。所以在天津劝业场开业之初，其经营宗旨以“劝业商场”四字的字头写出四句警言。即：劝吾胞兴，业精于勤，商务发达，场益增新。